# Fabryka Broni w Kozienicach
Fabryka Broni w Kozienicach (zwana również Królewska rusznikarnia w Kozienicach) – nieistniejąca fabryka broni palnej założona po I rozbiorze Polski około 1786 roku przez króla Stanisława Augusta w Kozienicach. Była największą fabryką broni w Rzeczypospolitej Obojga Narodów.

## Historia
Fabryka powstała w Kozienicach na bazie Królewskiej Manufaktury Broni Palnej założonej w 1786 roku sumptem króla polskiego Stanisława Augusta. Początkowo produkowano tam karabiny gładkolufowe z zamkiem skałkowym na potrzeby kompanii strzeleckich w polskiej armii. W 1788 roku manufaktura została przekształcona w fabrykę broni przez konstruktora broni palnej Andrzeja Kownackiego, który dokonał tego przy pomocy specjalistów sprowadzonych z zagranicy (głównie z Saksonii oraz Francji), a także miejscowych rzemieślników i chłopów pańszczyźnianych. Projekt rozbudowy manufaktury i przekształcenia jej w fabrykę opracował polski architekt Jakub Kubicki. Zbudowano ją latem 1788 roku, a wykończeniowe roboty trwały jesienią i zimą chociaż już we wrześniu rozpoczęła się pierwsza masowa produkcja. Całość inwestycji oprócz budowy samej rusznikarni obejmowała także budowę hamerni, czyli kuźni, młynów, regulację rzeki oraz budowę upustów wodnych zasilających zakład kołami wodnymi.
Fabryka została zniszczona podczas insurekcji kościuszkowskiej 24 kwietnia 1794 roku przez wojska rosyjskie dowodzone przez gen. Apraksina. Kownackiemu udało się jednak uratować część urządzeń oraz maszyn, które wraz z personelem ewakuowano do Warszawy, gdzie wkrótce uruchomiony został warsztat naprawczy broni powstańczej. Działał on w przerobionym na te potrzeby młynie znajdującym się w koszarach Gwardii Pieszej Koronnej stacjonującej na warszawskim Żoliborzu. Naprawy broni powstańczej, jakie wykonał zakład naprawczy, historycy szacują na ponad 3 tysiące sztuk.

## Produkcja zakładów
Zakłady dysponowały najlepszymi w kraju maszynami oraz narzędziami rusznikarskimi. Posiadały one również własną kuźnię poruszaną siłą wodną i opalaną węglem drzewnym. Surowiec do produkcji broni sprowadzany był z zewnątrz miasta. Stal przywożono w sztabach z Końskich leżących w Staropolskim Okręgu Przemysłowym, a drewno orzechowe do wyrobu łóż oraz kolb z Wołynia, Podola i Ukrainy.
Fabryka ta wytwarzała początkowo około 500 karabinów rocznie, a po decyzji Sejmu Wielkiego w 1792 roku produkcję tę podwojono. Na mocy ustawy sejmowej wydanej w dniu 8 października 1789 roku rozpoczęła ona produkcję karabinów z gwintowaną lufą na potrzeby piechoty wojska polskiego. Ustawa ta była później uzupełniana i przewidywała według ustaleń Sejmu Czteroletniego wyprodukowanie broni krajowej produkcji na potrzeby utworzenia czterech batalionów strzelców, a następnie kolejnych podobnych tworzonych przy batalionach pieszych wojska polskiego. Oddziały te miały być uzbrojone w nowy oraz bardziej skuteczny rodzaj broni strzeleckiej – sztucery z gwintowaną lufą. Oprócz karabinów przeznaczonych dla wojska zakład wykonywał również pistolety oraz karabiny myśliwskie. Roczną produkcję fabryki historycy obliczają na ok. 2000 sztuk.
W fabryce produkowany był w latach 1790–1794 tzw. sztucer kozienicki, skałkowy sztucer piechoty oraz pierwszy polski karabin z gwintowaną lufą przeznaczony dla wojska polskiego.